# Granholmen (vid Ytterölmos, Kimitoön)
Granholmen är en ö i Finland. Den ligger i Skärgårdshavet och i kommunen Kimitoön i den ekonomiska regionen  Åboland i landskapet Egentliga Finland, i den sydvästra delen av landet. Ön ligger omkring 36 kilometer söder om Åbo och omkring 140 kilometer väster om Helsingfors.
Öns area är 50,5 hektar och dess största längd är 1,6 kilometer i öst-västlig riktning. Ön höjer sig omkring 40 meter över havsytan. I omgivningarna runt Granholmen växer i huvudsak blandskog.